# 歷史偵查方法論
《歷史偵查方法論》（日语：歴史探偵方法論），是日本文學家坂口安吾發表的隨筆，對於日本在二戰後混亂社會的道德與價值觀提出評論。

## 概要
坂口認為歷史雖有辨別真偽的標準，然而歷史學家對歷史的標準卻都不同，而造成日本人對於歷史的解釋毫無邏輯可言。
他認為對歷史而言，「偵查之眼」是核心所在，偵查歷史不能預設立場，而是要用白紙般的心，證據真偽的判定完全根據本身的道理與證據力。
坂口認為根據神話立論的史實並不恰當，因為神話並非物證，日本神話多是由他人的口耳紀錄相傳而下，而神話與遊記等記錄完全無法呈現相對應的事實，因此無須探討其內容是真是假。偵查歷史必須根據物證論證，因為物證的力道大於抽象理由，只要無物證，即便推理再合理、再正確都毫無意義。
坂口認為日本整體的缺點是，雖然犯人罪證確鑿，多數人卻秉持著人情理論，根據事實上相當不合理又含糊的標準，否定那不容質疑又合理的標準。

## 外部連結
- 『歷史偵查方法論』：新字新仮名 - 青空文庫（日語）